# Чёрт, Илья
Илья Чёрт (настоящее имя Илья́ Лео́нович Кнабенго́ф; род. 2 августа 1972, Ленинград, СССР) — российский музыкант, певец, автор песен, поэт, писатель, лидер группы «Пилот».

## Биография
Семья из поволжских немцев. Наполовину — немец, наполовину — еврей. Отец — Леон Исаакович Кнабенгоф (17.08.1938—). Мать — Поповская Ирина Михайловна (20.01.1937—2014) — инженер-архитектор. Илья закончил 8 классов средней школы № 254 г. Ленинграда. С 1987 года поступил в Ленинградский кинотехникум, где проучился 3 курса. В том же 1987 году в этом техникуме была создана первая рок-группа, под названием «Эксгуматор», игравшая классический трэш-метал, в которой Илья участвовал в качестве гитариста. Основанием для музыки стали такие любимые на тот момент коллективы, как Slayer, Ministry и S.O.D..
В 1989 году Илья был приглашён в группу «Агрессор» в качестве гитариста, где продолжал играть трэш-метал вплоть до 1991 года. Из-за длительных гастролей с «Агрессором» вынужден был уйти из кинотехникума. Поступил в 1990 году в Ленинградский Архитектурный техникум, где проучился 1 год, и из-за гастролей опять вынужден был уйти.
Чтобы заработать на жизнь (музыка не приносила заработка) приходилось работать и дворником, и озеленителем, и контрактником на сенокосе, продавцом в киоске, водителем автопогрузчика на Хладокомбинате № 2.
В 1991 году поступил работать санитаром в Александровскую больницу, и на конкурсной основе был приглашён в качестве вокалиста в
рок-группу AL.EX, которая играла в фанк-метал стиле и существовала до 1995 года, выпустив один студийный альбом. За отличную работу в больнице был направлен с рекомендательным письмом на курсы повышения квалификации медработников № 2, где проучился 2 года. Параллельно с этим в 1989 году был приглашён в качестве барабанщика в панк-группу «Негодники», в которой участвовал до 1992 года. Группа выпустила один студийный альбом. В декабре 1994 года из составов двух групп (AL.EX — гитарист и вокалист, и Surfing stone — барабанщик, басист и гитарист) была создана группа Military Jane, выпустившая в течение двух лет два студийных альбома — Blackest Paint Colored Brush и Home.
11 января 1997 года группа Military Jane прямо на концерте объявляет о смене названия и превращается в группу «Пилот», на счету которой ныне 13 студийных альбомов, не считая четырёх сольных Ильи Чёрта.
За время работы в «Пилоте» Ильёй также было издано несколько книг: 4 художественных («Тори», «Проводник», «Слипер и Дример», «Сущий Зверь») и 1 эзотерической направленности «Сказка о Прыгуне и Скользящем», пьеса «Беседы Абсолюта» и 2 книги стихов («Жисть и как её есть» и «Шкындырпыть всея всячины»). Весной 2021 г. издана книга «Кодекс человека».
Начиная с 2009 года, читает лекции по теме духовного воспитания и йоге.
1 апреля 2022 г. состоялся релиз сольного альбома «Аудиостихия-3» (заключительного альбома трилогии)

## Личная жизнь
Состоял в браке с Ликой Костиной, до 2012 года, в котором воспитывал с 11 до 18 лет падчерицу. 7 октября 2013 года Илья Леонович стал отцом. У него родилась дочь Айя. С 2016 года состоит в браке с Марией Андреевной Черновой (26.11.1988). В октябре 2023 года пара развелась. С 2023 года состоит в отношениях с общественным деятелем Ольгой Ватомской (28.10.1985).
В 2012 году Илья рассказал, что два года лечился в Институте онкологии, перенеся два облучения и две химиотерапии. По его словам, из 30 больных раком на его этаже выжило четверо или пятеро человек, включая самого Илью.

## Мировоззрение
Илья был крещён в 13 лет. В интервью изданию «Музыкальная газета» за 2001 год он утверждал, что наибольшее религиозное тяготение он испытывает к христианству (отрицая при этом догмат о Божестве Иисуса Христа) и индийским ведам. По признанию самого музыканта, в этот период его самым близким человеком и духовным наставником являлся лидер группы «Алиса» православный христианин Константин Кинчев. В более поздних интервью Илья утверждал, что с 1996 года считает своим «духовным учителем» кришнаитского гуру и проповедника Александра Хакимова.
Илья Чёрт утверждает, что одинаково относится ко всем религиям, и формулирует своё вероисповедание как «единобожие вне всяческих религиозных конфессий». Илья имеет тесные связи с Обществом сознания Кришны (свидетелем на его свадьбе был президент петербургского отделения Общества). Он поддерживает кришнаитов и старается участвовать в их акциях. Илья считает кришнаизм «самой разумной и самой адекватной в современном мире [религией] по сравнению с другими конфессиями».
В преддверии выхода альбома «1+1=1» в интервью газете «Взгляд» Илья Чёрт подверг критике основные положения существующих религий, предложив своё решение извечных проблем, сформулированное им в новом альбоме:

 Я больше десяти лет изучал религию и философию с той целью, чтобы найти какую-то простую и понятную для всех концепцию, которая способна изменить сознание человека. … Во всех религиях я находил для себя положения, которые противоречили либо моей совести, либо моему разуму, либо моей логике. А логика разума у всех людей одна, если он не фанатик, не упёртый в чём-то одном, не слеп. Разум един, и логические выводы он делает одни и те же. Именно поэтому я искал такие выводы, которые способны через логику разума показать человеку совсем другие стороны жизни. Ни в одной религии я этого не нашёл. … Я не считаю, что я придумал новую религию. То, что я излагаю в будущем альбоме, не требует поклонения, обрядов, последователей. Эта вещь вообще ничего не требует, она только даёт. — интервью газете «Взгляд» от 23 марта 2007.
Посещение культовых сооружений (христианских церквей, буддийских дацанов и мусульманских мечетей) для Ильи обуславливается лишь желанием «посмотреть на людей, ощутить их веру». И ни в коей мере не вызвано желанием общения с Богом, с которым, по его мнению, можно поговорить где угодно, в том числе и в туалете.
Лидер группы «Пилот» неоднократно в своих интервью упоминал о большом влиянии на него произведений писателей Нила Доналда Уолша («Дружба с Богом», «Единение с Богом», «Беседы с Богом») и Карлоса Кастанеды («Колесо Времени», «Второе Кольцо Силы», «Дар Орла»). Обширный перечень работ этих авторов приводится в конце повести «Сказка о Прыгуне и Скользящем» в качестве списка литературы, которая может быть использована «при уточнении фактов и исследовании практик», описанных в этом произведении. Самой же своей любимой книгой Илья считает «Бхагавадгиту».
Дьявол по мнению Ильи является лишь выдумкой людей, необходимой им для «оправдания своих же слабостей». Бесов же фронтмен группы «Пилот», используя терминологию Карлоса Кастанеды, предпочитает называть «союзниками». Илья утверждает, что отношение людей к бесам не является верным и продиктовано, в первую очередь, страхом и невежеством.
В 2017 году принял участие в антивоенном проекте «антиАрмия», в 2018 году принял участие в антивоенном фестивале.
В апреле 2022 года поддержал вторжение России на Украину, озвучил основные нарративы российской антиукраинской пропаганды. Принял участие в марафоне «Zа Россию» в поддержку нападения России на Украину.

## Санкции
1 июня 2022 года Латвия запретила Кнабенгофу въезд в страну из-за поддержки вторжения и оправдывания российской агрессии. Национальное агентство по предотвращению коррупции Украины выступило с инициативой о введении против Кнабенгофа международных санкций за «роль в российской пропаганде и поддержку российской политики, подрывающей территориальную целостность, суверенитет и независимость Украины, аннексию Крыма». Ранее Кнабенгоф был внесён ФБК в список коррупционеров и разжигателей войны за участие в марафоне в поддержку российской агрессии против Украины.

## Сольные альбомы
- 2003 — Детство
- 2006 — Уходящее лето
- 2010 — Аудиостихия
- 2011 — Снежная повесть
- 2015 — Аудиостихия-2
- 2022 — Аудиостихия-3

## Факты
- С 2003 года активно поддерживает организации «Гринпис» и «WWF», участвует в акциях и митингах.[источник не указан 894 дня]
- Группа «Пилот» неоднократно давала концерты в местах лишения свободы (колония строгого режима в Форносово, детская колония в Колпино, трижды выступала в следственном изоляторе «Кресты»), а также Илья неоднократно играл концерты в детдомах-интернатах и реабилитационных центрах «Дом надежды на горе» и «Центр здоровой молодёжи».[источник не указан 894 дня]
- С 2003 года продюсирует сборник молодых и малоизвестных рок-музыкантов «Рок из подворотен»[24]. В него вошли такие музыканты, как Василий К., Юля «Крыса» Котельникова, Кошка Сашка, группа «Звуки реформаторов», группа «Кошки Jam». К 2012 году вышло и поступило в свободную продажу пять выпусков, и конкурс продолжается[25].
- Неоднократно проявлял свою гражданскую позицию. В частности, 11 января 2010 года на сайте Молодёжного Яблока было опубликовано его интервью по поводу националистических выступлений[26].